# Calle del Doctor Pi i Molist
La calle del Doctor Pi i Molist está ubicada en el distrito barcelonés de Nou Barris. Tiene aproximadamente un kilómetro de largo. Se inauguró en el año 1914 y fue dedicada a Emili Pi i Molist (Barcelona 1824-1892), que fue un médico y escritor, además de propulsor y director del Instituto Mental de la Santa Cruz.